# Kuramata Hisao
Hisao Kuramata (倉又 寿雄 (Thương Hựu Thọ Hùng) Kurumata Hisao), sinh ngày 1 tháng 12 năm 1958, là một huấn luyện viên và cựu cầu thủ bóng đá người Nhật Bản.

## Sự nghiệp Huấn luyện viên
Hisao Kuramata đã dẫn dắt FC Tokyo.